# Refugee (Tom Petty)
"Refugee" is een nummer van de Amerikaanse band Tom Petty and the Heartbreakers. Het nummer verscheen op hun album Damn the Torpedoes uit 1979. Op 11 januari 1980 werd het nummer uitgebracht als de tweede single van het album.

## Achtergrond
"Refugee" is geschreven door zanger Tom Petty en gitarist Mike Campbell en is geproduceerd door Jimmy Iovine en Petty. Campbell vertelde dat het een van de eerste nummers is die hij ooit heeft geschreven, en herinnerde zich: "Ik schreef de muziek en gaf het aan Tom [Petty] en hij schreef er een tekst bij, en toen hij het deed vond hij een manier waarop het refrein hoger klinkt zonder dat de akkoorden werden veranderd." In een interview vertelde Campbell over de opnamesessies: "Dat was een moeilijk nummer om te maken. Het was een viersporenband dat ik thuis maakte. Hij [Petty] schreef over de muziek zoals het was, zonder veranderingen, maar het duurde eeuwen om het op te nemen. We vonden het moeilijk om het juiste gevoel te krijgen. We moeten het zeker 100 keer hebben opgenomen. Ik weet nog dat ik zo gefrustreerd was dat ik op een dag - volgens mij is dat de enige keer dat ik dat ooit deed - de studio uitliep en twee dagen de stad uit ging. Ik kon de druk niet meer aan, maar toen kwam ik terug en toen we hergroepeerden, konden we het toch op de tape krijgen."
"Refugee" behaalde de vijftiende plaats in de Amerikaanse Billboard Hot 100. Daarnaast kwam het in Canada tot de tweede plaats in de hitlijsten, en haalde het in Nieuw-Zeeland de derde plaats. In Nederland kwam de single tot plaats 21 in de Top 40 en tot plaats 24 in de Nationale Hitparade, terwijl in Vlaanderen plaats 23 in de voorloper van de Ultratop 50 werd bereikt. Het nummer is gecoverd door onder meer Alvin and the Chipmunks, Melissa Etheridge en The Gaslight Anthem.

## Hitnoteringen

### Nederlandse Top 40
| Hitnotering: 26-04-1980 t/m 07-06-1980 | Hitnotering: 26-04-1980 t/m 07-06-1980 | Hitnotering: 26-04-1980 t/m 07-06-1980 | Hitnotering: 26-04-1980 t/m 07-06-1980 | Hitnotering: 26-04-1980 t/m 07-06-1980 | Hitnotering: 26-04-1980 t/m 07-06-1980 | Hitnotering: 26-04-1980 t/m 07-06-1980 | Hitnotering: 26-04-1980 t/m 07-06-1980 | Hitnotering: 26-04-1980 t/m 07-06-1980 |
| Week                                   | 1                                      | 2                                      | 3                                      | 4                                      | 5                                      | 6                                      | 7                                      |                                        |
| -------------------------------------- | -------------------------------------- | -------------------------------------- | -------------------------------------- | -------------------------------------- | -------------------------------------- | -------------------------------------- | -------------------------------------- | -------------------------------------- |
| Positie                                | 37                                     | 27                                     | 22                                     | 21                                     | 23                                     | 36                                     | 40                                     | uit                                    |

### Daverende Dertig
| Hitnotering: 26-04-1980 t/m 14-06-1980 | Hitnotering: 26-04-1980 t/m 14-06-1980 | Hitnotering: 26-04-1980 t/m 14-06-1980 | Hitnotering: 26-04-1980 t/m 14-06-1980 | Hitnotering: 26-04-1980 t/m 14-06-1980 | Hitnotering: 26-04-1980 t/m 14-06-1980 | Hitnotering: 26-04-1980 t/m 14-06-1980 | Hitnotering: 26-04-1980 t/m 14-06-1980 | Hitnotering: 26-04-1980 t/m 14-06-1980 | Hitnotering: 26-04-1980 t/m 14-06-1980 |
| Week                                   | 1                                      | 2                                      | 3                                      | 4                                      | 5                                      | 6                                      | 7                                      | 8                                      |                                        |
| -------------------------------------- | -------------------------------------- | -------------------------------------- | -------------------------------------- | -------------------------------------- | -------------------------------------- | -------------------------------------- | -------------------------------------- | -------------------------------------- | -------------------------------------- |
| Positie                                | 36                                     | 37                                     | 24                                     | 24                                     | 26                                     | 30                                     | 34                                     | 49                                     | uit                                    |

### NPO Radio 2 Top 2000
| Nummer met noteringen in de NPO Radio 2 Top 2000 | '06  | '07  | '08 | '09  | '10  | '11  | '12  | '13  | '14  | '15  | '16 | '17  | '18  |
| ------------------------------------------------ | ---- | ---- | --- | ---- | ---- | ---- | ---- | ---- | ---- | ---- | --- | ---- | ---- |
| Refugee                                          | 1736 | 1645 | -   | 1841 | 1728 | 1651 | 1478 | 1437 | 1618 | 1944 | -   | 1273 | 1821 |

1. ↑  Een '-' betekent dat het nummer niet was genoteerd en een vetgedrukt getal geeft de hoogste notering aan.
2. ↑  2006 was het eerste jaar met een notering voor dit nummer.
3. ↑  Deze tabel is bijgewerkt tot en met de laatste editie (2024).